# Cuibes
Els cuibes (també Kuiba, Kuiva o Wamonae) són un poble indígena anteriorment de vida nòmada, aproximadament 3 mil persones que habiten en Els Plans entre els rius Meta, Casanare i Arauca, a Colòmbia i a l'estat d'Apure, Veneçuela.
Els cuibes parlen el cuiba, que pertany a la família de les llengües guahibanes.

## Grups regionals
Segons Berg (1978), els kuibes se subdivideixen així:
a. Pinmenepiwi del riu Meta;
b. Aitopiwi (Masiwali, Masihuare) del riu Ariporo:
c. Yarawütoxi del Riu Capanaparo;
d. Waüpiwi (o també Wipiwi, Yomati) del riu Uachadía;
e. Siripuxi (o també Tsiripu, Siripu) del riu Aguaclara;
f. Mayaraxi (o també Mariposo, Mayalero) del riu Arauca.

### Població censada
EL 2018 foren censats a Colòmbia:
- Cuiba: 895
- Masiguare: 592 (Masiwali de l'Ariporo, Casanare)
- Wipiwi: 299 (Waüpiwi)
- Yamalero: 142 (Mayaraxi)
- Mapayerri: 104 (Masiwali a Santa Rita, Vichada)
- Tsiripu: 75
- Chiricoa 19

El 2011, a Veneçuela foren censats 395 Kuiva.

### Resguard de Caño Mochuelo
El 29 de gener de 1986, en els municipis de Hato Corozal i Paz de Ariporo, Casanare, va ser constituït el resguardo indígena de Caño Mochuelo. Al seu territori habiten comunitats kuiba o afins, al costat de comunitats sikuani, sáliba, piapoco i yaruro.
Els Kuiba Wámonae (Pinmenepiwi) que es troben al resguardo de Caño Mochuelo són 918 persones, distribuïdes en 256 famílies, 215 a Mochuelo (Curucutonato) i 41 a Mardúe, amb una població estudiantil de 368 estudiant en la institució educativa indígena Murewom Wayuri nom optat en honor als seus lider ancestral, que compta amb els cicles de grau zero, bàsica primària, bàsica secundària i mitjana.
Els Maibén Masiware (Masiwali), originaris de la regió, són 125 famílies, 90 a San José de Ariporo i 35 a Betania, amb 564 persones. Els Waüpiwi són 178 de 48 famílies; els Yamalero (Mayaraxi) 95 en 24 famílies; els Tsiripu 87 habitants de 22 famílies.

## Forma de vida
Els kuiba són caçadors-recol·lectors es mobilitzen estacionalment, d'acord amb el règim de pluges i els recursos locals, acampant per breus temporades. Construeixen refugis (bouto) amb quatre pals i sostre de fulles de palma amb un sol declivi, de 2 a 3 metres de llarg per 1,5 a 2 metres d'ample, on penja els seus hamacas.
Són caçadors molt experts. cacen amb arc i fletxa, principalment cérvols, soches, danta, chigüiros, pecarís, picures i lapes. També usen l'arc i fletxa per a pescar.
Diàriament recol·lecten fruits i tubercles silvestres, mel, ous de tortuga, iguana i ocells, així com fibres de moriche i cumare per a fabricar hamaques i braçalets, fulles i bejucos per a elaborar canastres i escorces per a confeccionar guayucos. Tenen també petits horts on sembren iuca, moniato, nyam, fríjol, canya de sucre, mànec, pinya, tabac i achiote.

## Relacions socials
El seu sistema de parentiu és dravídic, que divideix la comunitat entre consanguinis (germans, cosins paral·lels, oncles i nebots paral·lels, pares, avis) i aliats (cosins creuats o cunyats, oncles i nebots creuats, sogres, gendres i nores). El parentiu estructura les relacions d'intercanvi d'acord amb la classificació del que s'intercanvia, que d'una banda pot ser "cereals i farines" i "al·lucinants naturals" a "dolç" i "carns" i per una altra "masculí" o "femení". Així per exemple el sogre li proporciona carn de cacera i tot el relacionat del dolça al gendre i el gendre li proporciona al sogre el concernent de farines i cereals i tota substància i begudes embriagants. Tots els germans i cosins germans del sogre i del gendre compleix la mateixa relació i obligació natural en desobeir o va desviar de tractes intrafamiliar és el pitjor insult i irrespeto a la llei d'Origen.
El grup familiar bàsic està constituït pel sogre, la seva esposa, els seus fills solters i totes les seves filles amb els seus esposos (els gendres). Generalment acampen junts i una família pot integrar una banda de caça, pesca i recol·lecció amb altres famílies. El waro és el líder de cada comunitat, encarregat d'assegurar la distribució i intercanvi de béns i de resoldre els conflictes. Actualment alguns viuen en poblats com a Mussol (Casanare), on construeixen cases permanents, encara que només viuen temporalment en elles, perquè encara que aprofiten uns certs avantatges del poblat, no abandonen la seva cultura de caçadors-recol·lectors.
El fogó genera l'àrea social on els homes celebren en la nit reunions en les quals inhalen yopo (dopa) amb un sirapu fet de la pota d'un ocell, fumen tabac i masteguen escorces de yajé (xuipa). Utilitzen el yopo durant els rituals, festes, cerimònies i visites. Weiba (vent dins de mi) són cants per a curar. El xaman (dopatubinü) guia les reunions, les curacions i els rituals com la iniciació femenina naubi rabao o "rés del peix" i el segon funeral, durant els quals es consumeix a més de yopo, beguda de yajé i yalaki, una chicha o beguda alcohòlica de iuca amarga.
Els grups kuiba van ser víctimes principals de la colonització, no sols per la destrucció de la seva hàbitat, sinó perquè els colons els eliminaven físicament. En 1870 Pedro del Carmen Gutiérrez va convidar a 250 kuibes a sopar i els va matar a tots. En 1967 va ocórrer una cosa similar amb una família extensa a La Rubiera (Arauca). A més va haver-hi matances de sikuani i kuibes per raons polítiques a Planas (Vichada), en 1970.

## Cosmologia
Conceben tres mons. El primer, a baix, és Tsarawa Nakua; el segon en el qual es viu i camina, Wabuxurno Nakua i, el tercer a dalt, és Konaweika Nakua. El territori kuiba va ser delimitat pel tigre, que li va donar origen. Sense el territori no pot sobreviure, pel fet que gràcies a l'existència de la mare terra es poden definir són Kuiva, que en la seva llengua significa "la nostra parentela", "la nostra família", "la nostra gent". Creuen que en morir un kuiba es reencarna en un peix o un altre ésser viu i els colons com úku (jabirús).
Namun és un dels noms que donen els Wámonae en ser que consideren creador i a la seva esposa la criden Jawiya. Segons els Masiwali, Nakuane és un ésser extraordinari actuant en el territori, que es mobilitza per tot costat a la seva casa mòbil realitzant gestes que inspiren la vitalitat dels recorreguts nomàdics.